# 申侯 (周幽王时期)
申侯（？—？），姜姓，西申国（今陕西眉县）侯爵。其女原为周幽王王后，生子宜臼，被立为太子。后被周幽王所废，立褒姒为后，其子伯服（一作伯盘）为太子。宜臼逃奔申国，申侯联合缯国和西方的犬戎进攻幽王。幽王与伯服均被犬戎杀死于戏（今陕西临潼东）。前771年，西周覆亡。幽王死后，申侯、缯侯、许文公等共立原太子宜臼于申，迁都到雒邑，是为周平王。东周建立。